# Empresa Nacional de Autopistas
La Empresa Nacional de Autopistas (ENA) fue una empresa pública estatal española de infraestructuras viarias (1984-2003), dedicada a la gestión y explotación de autopistas a través de diversas concesionarias. Fue creada en 1984 con sede en Madrid y dependiente de la Sociedad Estatal de Participaciones Industriales (SEPI).
En 2003 se procedió a su privatización por el procedimiento de concurso-subasta del 100% del capital al que concurrieron 5 consorcios de empresas para su adquisición. Finalmente fue el consorcio liderado por Sacyr el que resultó ganador con una oferta de 1.586,3 millones de euros. 
Actualmente los activos y concesiones de ENA se encuentran dentro del grupo Itínere, filial de infraestructuras de Sacyr Vallehermoso.

## Activos de la empresa
| Concesionaria | Denominación                | Nomenclatura |
| ------------- | --------------------------- | ------------ |
| Audasa        | Autopista del Atlántico     | AP-9         |
| Aucalsa       | Autopista Ruta de la Plata  | AP-66        |
| Autoestradas  | Autopista da Costa da Morte | AG-55        |
| Autoestradas  | Autopista del Val Miñor     | AG-57        |
| Audenasa      | Autopista de Navarra        | AP-15        |
| Acega         | Autopista Central Gallega   | AP-53        |

## Proceso de privatización del grupo
El Gobierno de España a través de la SEPI inicia en noviembre de 2002 el proceso de privatización del grupo mediante el procedimiento de concurso-subasta por el 100% de ENA.
Las condiciones impuestas de venta fueron que el grupo comprador se comprometiera por un periodo de cinco años a permanecer como accionista mayoritario, a mantener los fondos propios del grupo, a mantener la sede social en España y a mantener la plantilla fija (634 personas en 2003), en las actuales condiciones laborales.
Para comprar ENA se presentaron inicialmente 13 grupos que aglutinaban a 21 de compañías. Todas recibieron las condiciones para acudir a la oferta. Finalmente cinco consorcios (integrados por las principales constructoras y concesionarias de autopistas españolas) fueron los que optaron a esta compra. El precio ofrecido por los aspirantes fue el elemento central para la asignación de la empresa pública de autopistas.
Los 5 consorcios oferantes:
- Sacyr, Banco Santander, Caixanova, Caixa Galicia, Torreal y Caja El Monte.
- Ferrovial, Europistas, Caja Madrid y Unicaja.
- FCC y Acciona.
- OHL y Apax Partners. (no realizan oferta).
- Abertis y Brisa. (retiran su oferta ante notario).

El 28 de mayo de 2003, el presidente de la Sociedad Estatal de Participaciones Industriales (SEPI), comunicó la decisión del Consejo de la entidad pública de adjudicar la empresa al consorcio encabezado por la constructora Sacyr. La oferta de 1.586 millones de euros, superaba en 486 millones el precio mínimo establecido por la SEPI para ENA, fijado en 1.100 millones.

## Integración del grupo ENA en Sacyr
El consorcio liderado por Sacyr, (50%), Banco Santander (20%), Caixanova (10%), Caixa Galicia (10%), Torreal (5%) y Caja el Monte (5%), se hizo con el 100% del grupo ENA por un valor de 1.586 millones de euros.
La idea de Sacyr era integrar ENA en Itínere, su grupo filial de infraestructuras y explotación de autopistas y por ello, en noviembre de 2004, Sacyr cambia a las cajas gallegas sus acciones en ENA por acciones en Itínere, de esta manera Sacyr se hace con el 70% de ENA y las cajas pasan a controlar un 8,62% de Itínere.
Posteriormente, en julio de 2005 Sacyr adquiere las participaciones de Caja El Monte y Torreal (sociedad de inversión de Juan Abelló), un 10% de ENA en total por 158,36 millones de euros y por último en noviembre de 2005 compra el 20% en posesión del Banco Santander por 343,2 millones de euros, haciéndose con el 100% del capital de ENA en exclusiva.
El grupo ENA se disuelve en Itínere junto con el resto de concesionarias del grupo y convierten a Itínere en la segunda empresa de España tras Abertis por número de kilómetros en concesión de autopistas.